# Лабинская, Ариадна Семёновна
Ариадна Семёновна Лабинская (Кадиева; 10 июня 1922 — 6 декабря 2015) — советский, российский микробиолог, кандидат медицинских наук; автор и составитель учебников и руководств по медицинской микробиологии.

## Биография
Родилась в семье служащих (мать работала хирургической сестрой, отец погиб во время Гражданской войны незадолго до рождения дочери). С 1923 года с матерью и отчимом (ум. 1934) жила во Владикавказе. В 1942 году с отличием окончила школу. В 1943 году поступила в Северо-осетинский медицинский институт, была Сталинским стипендиатом.
С 1948 года, окончив институт с отличием, работала ассистентом кафедры организации здравоохранения института, с 1949 года преподавала на кафедре микробиологии. В 1950 году обучалась на цикле специализации по микробиологии в Центральном институте усовершенствования врачей, там же в 1953 году окончила аспирантуру по микробиологии (руководитель — профессор С. С. Речменский).
С 1953 года — младший научный сотрудник в Институте нормальной и патологической физиологии (под руководством А. Д. Сперанского), с 1958 — старший научный сотрудник-микробиолог в Институте санитарии и гигиены имени Эрисмана (под руководством Г. П. Калины).
В 1960—1985 годах работала в НИИ ревматологии АМН СССР (под руководством А. И. Нестерова), где создала лабораторию по изучению стрептококковой инфекции; также работала на кафедре микробиологии Центрального института усовершенствования врачей.
В 1988 году вышла на пенсию.

## Научная деятельность
В 1955 году защитила кандидатскую диссертацию.
Основные направления исследований:
- разработка схем вакцинации против столбняка и дизентерии;
- промышленная микробиология (проблемы фенол-расщепляющих бактерий)
- эпидемиология стрептококкозов и ревматизма; изготовление диагностических групповых и типовых стрептококковых сывороток к Т- и М-антигенам; уточнение схемы бициллинопрофилактики ревматизма.

Разработала метод иммунофлюоресценции для определения в крови L-форм и ревертантов стрептококка группы.
Подготовила 11 кандидатов наук.
Автор более 200 научных работ, в том числе учебников и руководств, патента.
Созданное А. С. Лабинской «Руководство по медицинской микробиологии» рекомендовано Учебно-
методическим объединением по медицинскому и фармацевтическому образованию вузов России в качестве
учебного пособия для системы послевузовского профессионального образования врачей.

### Избранные труды
- Лабинская А. С. Возможные источники и пути распространения стафилококков и стрептококков в родильных домах : Автореф. дис. … канд. мед. наук. — М., 1955. — 14 с.
- Лабинская А. С. Практическое руководство по микробиологическим методам исследования : [Для фельдшерско-лаборантских отд-ний мед. училищ]. — М.: Медгиз, 1963. — 463 с.
  - Лабинская А. С. Микробиология с техникой микробиологических методов исследования : [Практ. рук-во для фельдшерско-лаборантских отд-ний мед. училищ]. — 2-е изд., испр. и доп. — М.: Медицина, 1968. — 467 с.
  - Лабинская А. С. Микробиология с техникой микробиологических исследований : [Учебник для фельдшерско-лаборантских отд-ний мед. училищ]. — 3-е изд., доп. и перераб. — М.: Медицина, 1972. — 480 с.
  - Лабинская А. С. Микробиология с техникой микробиологических исследований : [Учебник : Для фельдш.-лаборант. отд-ний мед. уч-щ]. — 4-е изд., перераб. и доп. — М.: Медицина, 1978. — 392 с.
- Лабинская А. С., Блинкова Л. П., Ещина А. С. и др. Общая и санитарная микробиология с техникой микробиологических исследований. : Учеб. пособие для учащихся мед. и фармацевт. уч-щ и колледжей / Под ред. А. С. Лабинской и др. — М.: Медицина, 2004. — 575 с. — (Учебная литература для учащихся медицинских училищ и колледжей). — 3000 экз. — ISBN 5-225-04654-1
- Лабинская А. С., Власова И. В., Ещина А. С. Лабораторная диагностика стрептококковых инфекций : (Лекция). — М.: ЦОЛИУВ, 1986. — 26 с. — 750 экз.
- Лабинская А. С. и др. Руководство по медицинской микробиологии : учеб. пособие для системы последипломного медицинского образования / под ред. А. С. Лабинской, Е. Г. Волиной. — М.: БИНОМ, 2008.
  - Кн. 1 : Общая и санитарная микробиология. — 2008. — 1077 с. — 3000 экз. — ISBN 978-5-9518-0264-4
  - [Кн. 2] : Частная медицинская микробиология и этиологическая диагностика инфекций : учеб. пособие для системы послевузовского профессионального образования врачей / под ред. А. С. Лабинской [и др.]. — 2010. — 1151 с. — 1500 экз. — ISBN 978-5-9518-0412-9
- Лабинская А. С. и др. Руководство по медицинской микробиологии : учеб. пособие для системы послевузовского профессионального образования врачей / под ред. А. С. Лабинской [и др.]. — М.: БИНОМ, 2015.
  - Кн. 2 : Частная медицинская микробиология и этиологическая диагностика инфекций. — 1151 с. — 1500 экз. — ISBN 978-5-9518-0412-9
- Лабинская А. С. и др. Частная медицинская микробиология с техникой микробиологических исследований : учеб. пособие для системы послевузовского профессионального образования врачей / под ред. А. С. Лабинской [и др.]. — М.: Медицина, 2005. — 598 с. — (Учебная литература для слушателей системы последипломного образования). — 3000 экз. — ISBN 5-225-04666-5